# Rourea myriantha
Rourea myriantha là một loài thực vật có hoa trong họ Connaraceae. Loài này được Henri Ernest Baillon miêu tả khoa học đầu tiên năm 1868.
Trong sửa đổi của Schellenberg, tác giả tách loài này thành 6 loài trong chi Paxia, hoàn toàn là theo hình dạng của lá chét.

## Mô tả
Dây leo thân gỗ dài tới 40 m. Các cành nhẵn nhụi và thường màu xám bạc; các cành nhỏ có lông tơ mịn. Cuống lá dài 5–10 cm; trục lá 0–15 cm; cuống lá chét 1–5 mm; lá chét 1-11, rất hay thay đổi về hình dạng, từ hình trứng, hình elip đến thuôn dài hay hình trứng ngược, dai bóng như da, hiếm khi giống giấy, gần như nhẵn nhụi; đỉnh nhọn tới nhọn hoắt, có mấu nhọn; lá chét tận cùng 4-18 × 2-8,5 cm; các lá chét bên 3-4 × 1,5-6,5 cm, gần như đối xứng. Cụm hoa dài tới 15 cm, có lông tơ mịn hoặc nhẵn nhụi; lá bắc và lá bắc con tương tự các lá đài nhỏ. Cuống hoa trên khớp nối dài 0–2 mm. Chồi hoa hình cầu. Lá đài 3-4 × 1,5-2,5 mm, có lông tơ mịn mặt ngoài, gần như nhẵn nhụi mặt trong, phần lộ ra trong nắng có màu đỏ, phần bị che khuất có màu trắng (thường hai màu có trên một hoa); cánh hoa 10-15 × 1–3 mm, thường dính liền ở sát đáy, gập trong chồi. Nhị hai loại, với loại dài 2–6 mm, loại ngắn 1,5–3 mm, chỉ nhị cong vào trong. Nhụy dài 1,5–5 mm; vòi nhụy với một số lông; bầu nhụy rậm lông. Quả đại 1 mỗi hoa, đôi khi nhiều hơn, 25-45 × 15–20 mm, có mỏ, nhẵn nhụi, thường có giả mô xốp hình hột đậu. Lá đài ở quả 6-12 × 4–6 mm, dai bóng như da, gần như nhẵn nhụi. Áo hạt mọng thịt khoảng 1/3, phần còn lại của vỏ hạt mỏng, bóng và có màu từ đỏ rất sẫm tới đen. Rễ mầm ở mặt bụng.

## Phân bố
Loài này có tại Angola (tỉnh Cabinda), Cameroon, Congo, Cộng hòa Dân chủ Congo, Cộng hòa Trung Phi, Gabon, các đảo trong vịnh Guinea, Nigeria. Môi trường sống là rừng mưa nhiệt đới ở cao độ tới 500 m.